# Alexandros Koryzis
Alexandros Koryzis (Grieks: Αλέξανδρος Κορυζής) (Poros, 1885 - Athene, 18 april 1941) was een Grieks generaal en politicus.
Na de dood van de Griekse minister-president Ioannis Metaxas op 29 januari 1941, midden tijdens de Italiaanse veldtocht tegen Griekenland, werd Alexandros Koryzis minister-president en minister van Buitenlandse Zaken. Daarvoor was hij gouverneur geweest van de Bank van Griekenland. Hij accepteerde Britse militaire steun. Na de afgekondigde staat van beleg in Athene, pleegde hij zelfmoord. Aanvankelijk werd bekendgemaakt dat hij overleden was aan een hartaanval, om totale paniek bij de bevolking te voorkomen. Emmanouil Tsouderos volgde hem als premier op.
Op het eiland Poros waar Koryzis vandaan komt, staat een museum dat aan zijn leven is gewijd.
- Bibliothèque nationale de France: cb165614473 (data)
- Virtual International Authority File: 316450042